# Luigi Ottolini
Luigi Ottolini (Milà, 23 d'agost de 1925 - Suardi, 16 de març de 2002) fou un tenor italià. Va actuar diverses temporades al Gran Teatre del Liceu de Barcelona.
Va treballar com a empleat del banc abans d'estudiar cant a Milà. Va aparèixer en teatres importants a tot Itàlia, entre ells La Scala.